# Jacob Nena
Jacob Nena né le 10 octobre 1941 à Lelu dans l'État de Kosrae et mort le 7 juillet 2022 à Sacramento en Californie, est un homme d'État des États fédérés de Micronésie. Il est le premier gouverneur élu de Kosrae. Il est sénateur du congrès des États fédérés de Micronésie de 1987 à 1991, puis vice-président sous Bailey Olter de 1991 à 1997. À la fin de l'année 1996, Jacob Nena prend la présidence par intérim à la suite de l'incapacité d'Olter. Il devient le 4e président des États fédérés de Micronésie en mai 1997 et le reste jusqu'en mai 1999, date originelle de la fin du mandat d'Olter. 

## Biographie

### Jeunesse et études
Jacob Nena nait le 10 octobre 1941 à Lelu dans l’État de Kosrae. Il est membre de l'église communautaire de Kosrae à Kolonia dans l’État de Pohnpei, où il occupe également le poste de ministre laïc. Avec son épouse Lerina Jack, ils ont neuf enfants.
Il fréquente l'école élémentaire de Lelu, l'école secondaire de Kosrae et l'école intermédiaire de Pohnpei dont il est diplômé en 1961. De 1961 à 1964, il est inscrit à la Pacific Islands Central School et, de 1964 à 1969, à l'Université de Guam. Il y obtient un diplôme en politique assorti de mineures en anglais et en économie. En 1971, il bénéficie d'une bourse de l'East-West Center et suit des études à l'Université d'Hawaï dont il ressort en 1972 avec une maîtrise en administration publique et gestion des affaires. 

### Carrière politique

#### Territoire sous tutelle des îles du Pacifique
Durant l'époque du Territoire sous Tutelle des îles du Pacifique, Jacob Nena est tout d'abord responsable des affaires politiques du district de Ponhpei de juillet à décembre 1969. Il est ensuite administrateur adjoint du district de Kosrae de 1970 à 1977,. 

#### États fédérés de Micronésie
Après l'adoption de la Constitution des États fédérés de Micronésie par une partie des districts du Territoire sous Tutelle le 12 juillet 1978, il est institué, de 1979 à 1981, une Commission micronésienne du statut politique et de la transition dont Jacob Nena est membre, et dont les travaux sont d'accompagner la transformation en pays souverain,,. 
Il est, de 1979 à 1983, le premier gouverneur élu de Kosrae et s'attèle à mettre en place le fonctionnement de l'exécutif,. En 1982, il accompagne le président Tosiwo Nakayama au Forum des îles du Pacifique. Il est membre de la Convention constitutionnelle de l'État de Kosrae en 1983 et président de la Convention constitutionnelle du gouvernement municipal de Lelu en 1986. 
Il est élu sénateur du congrès des États fédérés de Micronésie de 1987 à 1991,. De 1989 à 1991, il est au Congrès président du Comité de la santé, de l'éducation et des affaires sociales. 
il devient vice-président sous Bailey Olter à partir du 11 mai 1991. Il est réélu à ce poste en 1995. Le 16 juillet 1996, Olter subit un accident vasculaire cérébral qui le rend incapable d'assurer sa charge. Conformément à la constitution, après 180 jours, le 8 novembre, Jacob Nena prend la présidence par intérim,. Il prête serment en tant que président le 8 mai 1997 et assure jusqu'au 11 mai 1999, la fin du mandat originellement dévolu à Bailey Olter,. 
Il meurt le 6 juillet 2022 à Sacramento, en Californie,. Le lendemain, le drapeau micronésien est mis en berne pendant trois jours consécutifs,.